# سیارک ۲۰۳۷۷۳
سیارک ۲۰۳۷۷۳ (به انگلیسی: 203773 Magyarics، نامگذاری:2002RL267)۲۰۳۷۷۳مین سیارک کشف شده‌است که در ۱۴ سپتامبر ۲۰۰۲ کشف شد.